# Hieracium nudicaule
Hieracium nudicaule es una especie de planta con flor del género Hieracium, de la familia Asteraceae, orden Asterales.

## Distribución
Hieracium nudicaule se distribuye por Estados Unidos.

## Taxonomía
Fue descrita científicamente por (A. Gray) A. Heller.